# Castel Armer
Castel Armer is een Belgische stripreeks die begonnen is in 1994 met Henri-Joseph Reculé als schrijver en tekenaar.

## Albums
Alle albums zijn geschreven en getekend door Henri-Joseph Reculé en uitgegeven door Le Lombard.
| Nummer | Titel                            |
| ------ | -------------------------------- |
| 1      | Het lied van de tempel           |
| 2      | De witte hinde                   |
| 3      | De kruistocht van de Pastoureaux |
| 4      | De kreet van de wolf             |
| 5      | In de naam van de vader          |